# Melisa Nicolau Martín
Melisa Nicolau Martín (S'Arracó, Andratx, 20 de juny de 1984), és una exfutbolista mallorquina que jugava com a defensa en el Futbol Club Barcelona de la Primera Divisió Femenina d'Espanya.

## Clubs[2]
| Club                 | Lloc          | Any               |
| -------------------- | ------------- | ----------------- |
| CD Sarraco (masculí) | Illes Balears | 1993 - 1997       |
| C. A. Paguera        | Illes Balears | 1997 - 1998       |
| CF Platges Calviá    | Illes Balears | 1998 - 2004       |
| Rayo Vallecano       | Madrid        | 2004 - 2010       |
| FC Barcelona         | Catalunya     | 2010 - Actualitat |

## Internacional
| Selecció                  | Any               | Partits | Gols |
| ------------------------- | ----------------- | ------- | ---- |
| Selecció Espanyola sub-17 | 2001 - 2002       | 3       | 0    |
| Selecció Espanyola sub-19 | 2002 - 2004       | 6       | 0    |
| Selecció Espanyola        | 2004 - Actualitat | 37      | 0    |

## Palmarès

### Campionats estatals[2]
| Títol                     | Club           | País    | Any  |
| ------------------------- | -------------- | ------- | ---- |
| Copa de la Reina          | Rayo Vallecano | Espanya | 2008 |
| Superliga de Futbol       | Rayo Vallecano | Espanya | 2009 |
| Superliga de Futbol       | Rayo Vallecano | Espanya | 2010 |
| Copa de la Reina          | FC Barcelona   | Espanya | 2011 |
| Primera Divisió espanyola | FC Barcelona   | Espanya | 2012 |
| Primera Divisió espanyola | FC Barcelona   | Espanya | 2013 |
| Copa de la Reina          | FC Barcelona   | Espanya | 2013 |

### Campionats regionals
| Títol          | Club         | País      | Any  |
| -------------- | ------------ | --------- | ---- |
| Copa Catalunya | FC Barcelona | Catalunya | 2010 |
| Copa Catalunya | FC Barcelona | Catalunya | 2011 |
| Copa Catalunya | FC Barcelona | Catalunya | 2012 |